# Helmut Lang
Helmut Lang (Vienna, 10 marzo 1956) è uno stilista e scultore austriaco che vive e lavora a New York.

## Biografia
Helmut Lang ha aperto la sua prima boutique a Vienna nel 1978 ed ha presentato la sua prima collezione presso il Centro Georges Pompidou di Parigi nel 1986. Lang è diventato noto principalmente per il suo stile minimalista, decostruttivo e spesso "severo". Il marchio moda dello stilista è stato acquistato dal gruppo Prada, che lo ha poi ceduto nel 2006 alla nipponica Link Theory Holdings, controllata dalla Fast Retailing di Tadashi Yanai (il fondatore della catena Uniqlo), mentre i profumi Helmut Lang sono distribuiti dalla Procter & Gamble. Nel 2005 ha annunciato il suo ritiro dal mondo della moda, benché continui a lavorare come artista.